# Marco D'Alessandro
Marco D'Alessandro (Roma, Italia, 17 de febrero de 1991) es un futbolista italiano que juega de centrocampista en la U. S. Catanzaro 1929 de la Serie B.

## Inicios
Habiendo crecido en el vivero de la Lazio, luego procede a la Roma. Debutó en la Serie A el 21 de marzo de 2009, en sustitución de Jeremy Menez al 82' del segundo tiempo del juego Roma-Juventus de Turín (1-4), incluso de tocar la red con un disparo salvado por Gianluigi Buffon. En el final de temporada es regularmente convocado por el entrenador Spalletti y conseguir otros dos partidos de liga contra la Florentina y Turín.

## Grosseto
El 28 de julio de 2009 va a préstamo al Grosseto en la Serie B, con derecho a la redención y compra. Créditos su primer gol como profesional 24 de octubre de 2009 contra el Cesena, el partido terminó 2-2. el ayuda a "excelente temporada de Grosseto, que se ocupa el séptimo lugar, con 29 partidos de liga.

## Bari
El 15 de julio de 2010 saldrá a Bari en calidad de préstamo con derecho de rescate de la mitad de la tarjeta, haciendo su debut en el partido disputado contra el Cagliari el 19 de septiembre de 2010. Él hizo su primer gol contra el Bari el 1 de diciembre, en el juego Copa Italia ganó por 4-1 ante el AS Livorno en el Estadio San Nicola con un desempeño excelente mientras que también proporciona una asistencia.

## Livorno
El 31 de enero de 2011 cambio a AS Livorno en la Serie B, en calidad de préstamo con derecho de rescate para el medio. El 12 de febrero, se inicia con la camisa de color púrpura en el partido de Liga contra el Portsmouth (0-2) tomando el relevo de Aguirre Barusso al minuto 45". Al final de la temporada totaliza 13 partidos de liga.

## Verona
Después de regresar a AS Roma, 12 de agosto de 2011 es de nuevo el jugador a préstamo con derecho de rescate en Hellas Verona Football Club, recién ascendido a la Serie B. Debutó con el 20 agosto con Verona, jugando en la tercera ronda de la Copa Italia ganó por penales al Sassuolo (3-3 90 '), que logra un gol en la segunda mitad, justo después de su entrada. El 26 de agosto, hace su debut en el campeonato llegando a los 46 'durante el partido ante el Pescara (1-2). El 16 de septiembre hizo su primer gol en el partido contra Padova interna (2-2).

## Nacional
Jugó en todos los equipos nacionales de la juventud.
El 17 de noviembre de 2010 con el debut en Sub-21 en el partido amistoso contra Turquía (2-1), celebrada en Fermo.
El 23 de mayo de 2011 se convocó por el entrenador Ciro Ferrara para el Torneo Esperanzas de Toulon de 2011, la competencia para la sub-21. El 3 de junio 2011 debut en el Torneo de Toulon en Italia, Portugal, juego 1-1. Esta es su primera aparición en competiciones oficiales con la parte superior de la sub-21 después de las 6 recopilada durante el amistoso internacional. El 20 de junio de 2011 crea el penal decisivo en la final Italia-México 3 ª y 4 ª posición en el Torneo de Toulon. El partido terminó en el resultado de 1-1 tras el tiempo reglamentario 6-5.